# アセンブリ理論

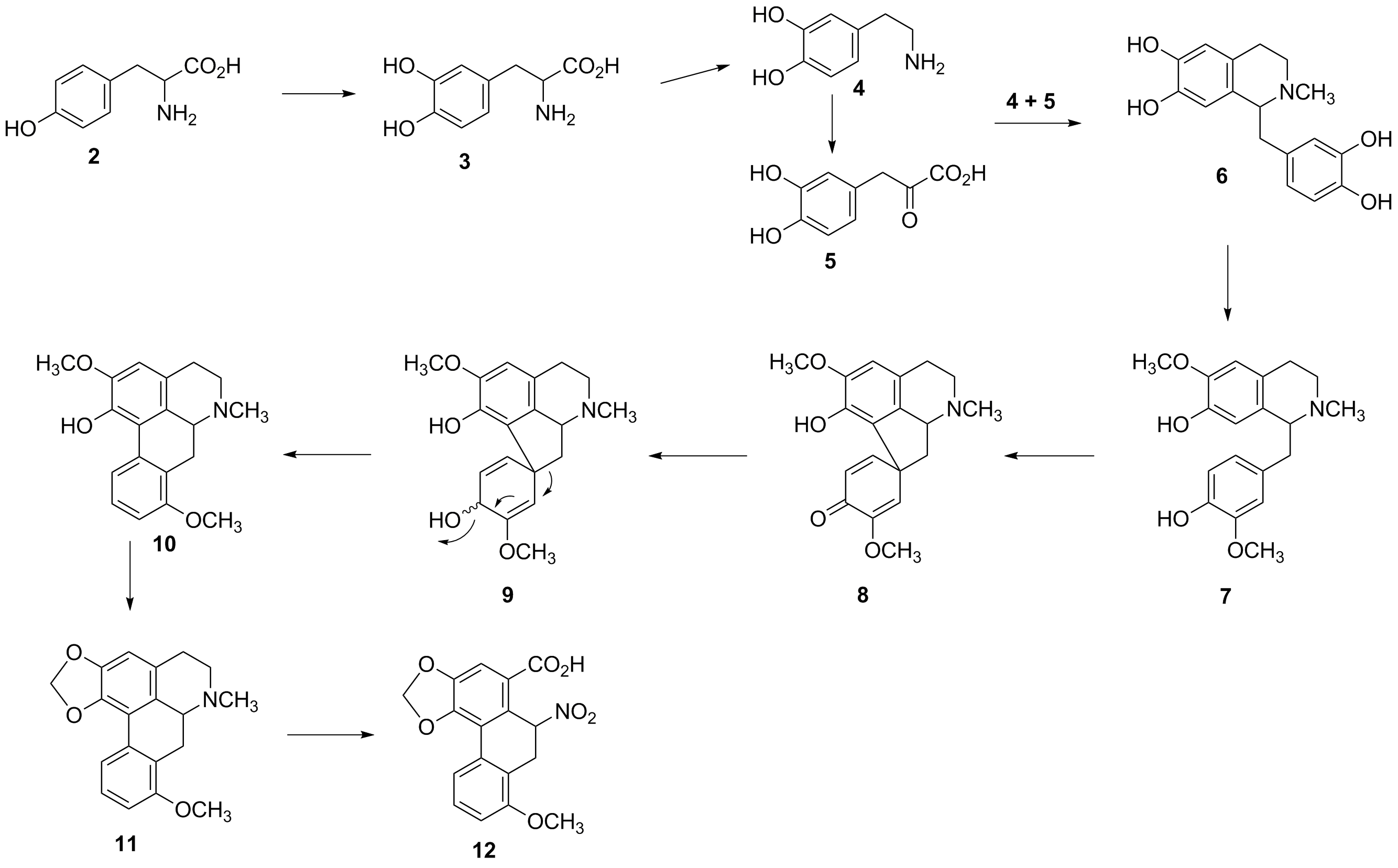
アリストロキア酸の合成スキーム。複雑な分子は、合成するために多くのステップを必要とする。そして、特定の分子を合成するために必要なステップ数が多いほど、それが生物学的（または技術的）起源である可能性が高くなる。

アセンブリ理論（アセンブリりろん、英語: Assembly theory）は、基本的な構成要素から分子や物体を組み立てるのに必要な最小ステップ数を評価することによって、それらの複雑さを定量化するために開発された枠組みである。化学者Leroy Croninと彼のチームによって提唱されたこの理論は、分子にアセンブリ指数を割り当て、それを構造的複雑さの測定可能な指標として用いる。このアプローチは実験的検証を可能にし、選択過程、進化、そして宇宙生物学における生命存在指標の同定を理解することに応用できる。

## 背景
この仮説は、化学者Leroy Croninによって2017年に提唱され、彼が率いるグラスゴー大学のチームによって発展させられ、その後、宇宙生物学者Sara Imari Walkerが率いるアリゾナ州立大学のチームとの共同研究により、2021年に発表された論文で拡張された。
アセンブリ理論は、物体を点粒子としてではなく、形成可能な履歴によって定義される実体として概念化する。これにより、物体は、個体または選択された単位の明確に定義された境界内で、選択の証拠を示すことができる。組み合わせオブジェクトは、化学、生物学、および技術において重要であり、これらの分野では、対象となるほとんどのオブジェクト（すべてではないにしても）は階層モジュラー構造である。オブジェクトごとに、「アセンブリ空間」を、そのオブジェクトを生成するすべての再帰的に組み立てられた経路として定義できる。「アセンブリ指数」は、オブジェクトを生成する最短経路のステップ数である。このような最短経路の場合、アセンブリ空間は、過去に存在した可能性のあるオブジェクトに基づいてオブジェクトを構築するために必要な最小限の操作という観点から、最小限のメモリを捕捉する。アセンブリは、「観測されたオブジェクトの集合を生成するために必要な選択の総量」と定義される。合計で{\displaystyle N_{T}}個のオブジェクトを含む集合体で、そのうち{\displaystyle N}個が一意である場合、アセンブリ{\displaystyle A}は次のように定義される。
{\displaystyle A=\mathop {\sum } \limits _{i=1}^{N}{e}^{{a}_{i}}\left({\frac {{n}_{i}-1}{{N}_{\rm {T}}}}\right)}
ここで、{\displaystyle n_{i}}は「コピー数」、つまりアセンブリ指数 {\displaystyle a_{i}} を持つタイプ {\displaystyle i={1,2,\dots ,N}} のオブジェクトの出現回数を表す。
たとえば、「abracadabra」という単語には、5つのユニークな文字（a、b、c、d、r）が含まれており、長さは11文字である。これは、構成要素から a + b --> ab + r --> abr + a --> abra + c --> abrac + a --> abraca + d --> abracad + abra --> abracadabra として組み立てることができる。これは「abra」が前の段階で既に構築されているためである。これには少なくとも7つのステップが必要であるため、アセンブリ指数は7である。 たとえば、同じ長さの「abracadrbaa」という単語には繰り返しがないため、アセンブリ指数は10である。
別の例として、2つのバイナリ文字列 {\displaystyle C=[01010101]} と {\displaystyle D=[00010111]} を考えてみよう。どちらも同じ長さ {\displaystyle N=8} ビットで、同じハミング重み {\displaystyle N_{1}=N/2=4} を持つ。ただし、最初の文字列のアセンブリ指数は {\displaystyle a(C)=3} である（「01」が組み立てられ、それ自体と結合して「0101」になり、再びアセンブリプールから取得した「0101」と結合される）。一方、2番目の文字列のアセンブリ指数は {\displaystyle a(D)=6} である。これは、この場合、「01」のみをアセンブリプールから取得できるためである。
一般に、オブジェクト O の K サブユニットの場合、アセンブリ指数は {\displaystyle \log _{2}(K)\leq a_{O}\leq K-1} で制限される。
オブジェクトを組み立てる経路が発見されると、オブジェクトを複製できる。新しいオブジェクトの発見率は、発見タイムスケール {\displaystyle \tau _{\text{d}}\approx 1/k_{\text{d}}} を導入する拡張率 {\displaystyle k_{\text{d}}} によって定義できる。アセンブリ理論のダイナミクスにコピー数 {\displaystyle n_{i}} を含めるには、生成タイムスケール {\displaystyle \tau _{\text{p}}\approx 1/k_{\text{p}}} を定義する。ここで、{\displaystyle k_{\text{p}}} は特定のオブジェクト {\displaystyle i} の生成率である。オブジェクトの初期発見に関するこれら2つの異なるタイムスケール {\displaystyle \tau _{\text{d}}} と、既存のオブジェクトのコピー作成に関する {\displaystyle \tau _{\text{p}}} を定義することで、選択が可能な体制を決定できる。
他のアプローチでは複雑さの尺度を提供できるが、研究者たちは、アセンブリ理論の分子のアセンブリ数は、実験的に測定できる最初のものだと主張している。アセンブリ指数の高い分子は、非生物的に形成される可能性が非常に低く、非生物的形成の確率はアセンブリ指数の値が増加するにつれて低下する。 分子のアセンブリ指数は、分光学的方法によって直接取得できる。この方法は、生命存在指標を検索するために、フラグメンテーションタンデム質量分析装置に実装できる。
この理論は、分子アセンブリツリーを使用して化学空間をマッピングするように拡張され、創薬におけるこのアプローチの応用が実証された。特に、新しいオピエート様分子の研究では、「アセンブリプール要素を、親化合物から切断されたのと同じパターンで接続」することによって行われた。
生命に固有の化学的特徴を識別することは困難である。 たとえば、バイキング着陸船の生物実験では、生物学的プロセスまたは自然の非生物的プロセスのいずれかによって説明できる分子が検出された。
生きているサンプルのみが約15を超えるアセンブリ指数測定値を生成できるようである。 しかし、2021年に、クロニンは、ポリ酸素金属酸塩が自己触媒作用により理論的に15を超える大きなアセンブリ指数を持つことができる方法を初めて説明した。

## 批判的な見解
化学者Steven A. Bennerは、アセンブリ理論の様々な側面を公に批判している。 Bennerは、非生物システムが生命の介入なしに複雑な分子を含めないというのは明らかに誤りであり、ネイチャー誌に査読後に掲載されたからといってこれらの論文が正しいと考えるのは誤解を招くと主張している。
Journal of Molecular Evolutionに掲載された論文は、Hector Zenilのブログ記事「アセンブリ理論の8つの誤謬を特定したもの」を参照している。この論文は、同じ著者によるビデオエッセイにも言及し、「これらの誤謬を要約し、概念的/方法論的限界、およびアセンブリ理論の支持者による複雑系科学の分野における関連する以前の研究の認識の広範な欠如を強調している」と述べている。論文は、「アセンブリ理論を取り巻く誇大宣伝は、著者と科学出版システムの両方にとって、どちらかといえば好ましくない形で反映されている」と結論付けている。著者は、「アセンブリ理論が実際に行っていることは、明確に定義されたルールベースの世界における高レベルの制約によって引き起こされるバイアスを検出して定量化すること」であり、「アセンブリ理論を使用して、非常に広範囲の計算モデルの世界または宇宙で予期しない何かが起こっているかどうかを確認できる」と結論付けている。
キングス・カレッジ・ロンドンの生物医学工学の准教授である、オックスフォード大学とケンブリッジ大学の元上級研究員兼教員であるHector Zenilが率いるグループは、従来の統計アルゴリズムでアセンブリ理論の結果を再現したとされている。
NASAと提携している著者を含む化学者と惑星科学者のグループによって書かれた別の論文が、Royal Society Interfaceのジャーナルに掲載された。この論文は、非生物的化学プロセスが、MA指数=15という提案された非生物/生物の境界を超える値である、非常に複雑な結晶構造を形成する可能性があることを示した。彼らは、「15の分子アセンブリ指数に基づくバイオシグネチャーの提案は興味深く検証可能な概念であるが、MA指数≥15の分子構造を生成できるのは生命だけだという主張は誤りである」と結論付けている。
この論文はまた、Hector Zenilの論文と投稿を引用し、アセンブリ指数のような単一のスカラー値を使用して生物システムと非生物システムを適切に区別できるかどうかを疑問視し、アセンブリ理論のアプローチと、生物分子化合物と非生物分子化合物を区別するための引用されていない以前の努力との顕著な類似性を指摘している。
特に、この論文は、Zenilと同僚が「因果関係の記憶、選択、および進化の間の関連性を調査することにより、アセンブリ理論の重要な結論を予想していた可能性もある」と述べている。